# 路德維希·海因里希 (拿騷-迪倫堡)
路德維希·海因里希（德語：Ludwig Heinrich，1594年5月9日—1662年7月12日），拿騷-迪倫堡親王，拿騷王朝的成員。

## 家庭
1615年，洛德韋克·亨德里克與塞恩-維特根施泰因伯爵路德維希一世的女兒卡塔里娜（Katharina）結婚，兩人共有3子4女：
1. 安娜·艾瑪莉亞（1616年—1649年）
2. 喬治·洛德韋克（英语：George Louis, Prince of Nassau-Dillenburg）（1618年—1656年）
3. 伊莉莎白（1619年—1665年）
4. 路易絲（1623年—1665年）
5. 瑪格達列娜（1628年—1663年）
6. 阿道夫（英语：Adolph, Prince of Nassau-Schaumburg）（1629年—1676年）
7. 菲利普（1630年—1657年）